# وربن (رودسر)

## جمعیت
این روستا در دهستان شوئیل قرار دارد و براساس سرشماری مرکز آمار ایران در سال ۱۳۸۵، جمعیت آن 199 نفر (35خانوار) بوده‌است.